# 馬田·比夫韋治
馬田·比夫韋治·克里斯滕森（丹麥語：Martin Braithwaite Christensen，1991年6月5日—）是一名丹麥藉圭亞那裔足球員，現效力於巴甲球隊甘美奧，司職前鋒。曾是丹麥國家足球隊成員。

## 俱樂部生涯
2019年夏天，雷加利斯以500萬歐元買斷於上季季中租借加盟的前鋒巴夫韋迪。
2020年2月20日，巴塞隆拿以1,800萬歐元，簽入雷加利斯前鋒巴夫韋迪。

## 國家隊生涯
布雷思韦特在2013年6月5日22歲生日當天於阿爾堡主場對格魯吉亞的友誼賽完成了國家隊的處子演出。

### 國家隊入球
所有比分以丹麥入球先行。
| # | 日期          | 場地         | 對手 | 入球 | 賽果 | 賽事   |
| - | ------------- | ------------ | ---- | ---- | ---- | ------ |
| 1 | 2013年8月14日 | 波蘭格但斯克 | 波蘭 | 2-1  | 2-3  | 友誼賽 |

## 職業數據
以下是比夫韋治的職業數據︰
| 賽季    | 球會   | 上陣 | 入球 | 聯賽         |
| ------- | ------ | ---- | ---- | ------------ |
| 2009/10 | 艾斯堡 | 010  | 0    | 丹麥超級聯賽 |
| 2010/11 | 艾斯堡 | 016  | 0    | 丹麥超級聯賽 |
| 2012/13 | 艾斯堡 | 033  | 09   | 丹麥超級聯賽 |
| 2013/14 | 艾斯堡 | 04   | 03   | 丹麥超級聯賽 |
| 2013/14 | 圖盧茲 | 032  | 07   | 法國甲組聯賽 |
| 2014/15 | 圖盧茲 | 034  | 06   | 法國甲組聯賽 |
| 合计    | 合计   | 129  | 25   |              |

## 荣誉

### 巴塞罗那
- 西班牙国王杯冠军：2020-21